# Arc-et-Senans
Arc-et-Senans è un comune francese di 1 510 abitanti situato nel dipartimento del Doubs nella regione della Borgogna-Franca Contea.
Presso Arc-et-Senans si trovano le omonime Saline Reali, dichiarate Patrimonio dell'umanità dell'UNESCO nel 1982.

## Società

### Evoluzione demografica
Abitanti censiti